# Акский сумон
Акский сумон — административно-территориальная единица (сумон) и муниципальное образование со статусом сельского поселения в Барун-Хемчикском кожууне Тывы Российской Федерации.
Административный центр и единственный населённый пункт сумона — село Дон-Терезин.

## Население
| 2017 | 2018 |
| ---- | ---- |
| 780  | ↘764 |